# José Francisco Echaurren Larraín
José Francisco Echaurren Larraín (Santiago, 24 de julio de 1823 - Santiago), fue un político chileno, quien ejerció como diputado de la República.

## Primeros años de vida
Fue hijo de Juan Manuel Echaurren Herrera y de María Dolores Larraín Rojas. Contrajo matrimonio con María Luisa González Ibieta, con quien tuvo ocho hijos, entre los que se cuentan a Rebeca, Juan Manuel, Julia, Sara, Teresa, María Luisa, Josefina, José Francisco. Sus dos hijos varones, también fueron parlamentarios.

## Vida pública
Diputado suplente por La Victoria, periodo 1861-1864; electo como suplente, se incorporó el 27 de junio, no habiéndolo hecho el propietario, José Manuel Errázuriz.
Electo diputado suplente por San Fernando, periodo 1864-1867; fue electo como segundo diputado suplente.
Electo diputado propietario por San Fernando, periodo 1870-1873.